# RideLondon-Classique 2024
La 10e édition de RideLondon-Classique a lieu du 24 au 26 mai 2024. Elle fait partie de l'UCI World Tour.
Lorena Wiebes remporte les trois étapes au sprint et logiquement les classements général et par points. Le podium est complété par Charlotte Kool et Lotte Kopecky. Eleonora Gasparrini est la meilleure jeune, Rebecca Koerner la meilleure grimpeuse et Ceratizit-WNT la meilleure équipe.

## Équipes
| UCI Women's WorldTeams (11)- AG Insurance-Soudal Team - Canyon-SRAM Racing - Ceratizit-WNT Pro Cycling - Human Powered Health - Lidl-Trek - Liv AlUla Jayco - Team DSM-Firmenich PostNL - SD Worx-Protime - Team Visma \| Lease a Bike - UAE Team ADQ - Uno-X Mobility Équipes féminines continentales (9)- Ara-Skip Capital - Bepink-Bongioanni - Doltcini O’Shea - Das-Hutchinson-Brother UK - Lifeplus Wahoo - St Michel-Mavic-Auber93 - Team Coop-Repsol - Torelli - VolkerWessels |
| |

## Parcours
Le parcours est globalement plat même si de courtes côtes ponctuent les deux premières étapes.

## Étapes
| Étape     | Date   | Villes étapes               | type            | Distance (km) | Vainqueur d'étape | Leader du classement général |
| --------- | ------ | --------------------------- | --------------- | ------------- | ----------------- | ---------------------------- |
| 1re étape | 24 mai | Saffron Walden – Colchester | étape de plaine | 159           | Lorena Wiebes     | Lorena Wiebes                |
| 2e étape  | 25 mai | Maldon – Maldon             | étape de plaine | 143           | Lorena Wiebes     | Lorena Wiebes                |
| 3e étape  | 26 mai | Londres – Londres           | étape de plaine | 91            | Lorena Wiebes     | Lorena Wiebes                |

## Favorites
La vainqueur sortante Charlotte Kool est une des favorites, néanmoins elle doit faire face en 2024 à la meilleure sprinteuse au monde en la personne de Lorena Wiebes. Chiara Consonni, Letizia Paternoster et Clara Copponi font figure d'outsiders.

## Déroulement de la course

### 1reétape
Rebecca Koerner  et Lea Lin Teutenberg forment l'échappée du jour. Elles sont reprises à seize kilomètres de la fin. Alice Towers et Lauretta Hanson contrent et sont reprises à sept kilomètres de la ligne. Pfeiffer Georgi lance le sprint pour Charlotte Kool, mais celle-ci doit prendre la tête dès les 300 m. Lorena Wiebes les remonte et lève les bras.
| \| Classement de l'étape \| Classement de l'étape \| Classement de l'étape \| Classement de l'étape \| Classement de l'étape \| \| Coureuse \| Coureuse \| Pays \| Équipe \| Temps \| \| --------------------- \| ------------------------- \| --------------------- \| ------------------------- \| --------------------- \| \| 1re \| Lorena Wiebes \| Pays-Bas \| SD Worx-Protime \| 4 h 06 min 27 s \| \| 2e \| Letizia Paternoster \| Italie \| Liv AlUla Jayco \| + 0 s \| \| 3e \| Clara Copponi \| France \| Lidl-Trek \| + 0 s \| \| 4e \| Maria Giulia Confalonieri \| Italie \| Uno-X Mobility \| + 0 s \| \| 5e \| Charlotte Kool \| Pays-Bas \| Team dsm-firmenich PostNL \| + 0 s \| \| 6e \| Margot Vanpachtenbeke \| Belgique \| VolkerWessels \| + 0 s \| \| 7e \| Lotte Kopecky \| Belgique \| SD Worx-Protime \| + 0 s \| \| 8e \| Eleonora Gasparrini \| Italie \| UAE Team ADQ \| + 0 s \| \| 9e \| Mylène de Zoete \| Pays-Bas \| Ceratizit-WNT Pro Cycling \| + 0 s \| \| 10e \| Soraya Paladin \| Italie \| Canyon-SRAM Racing \| + 0 s \| |                           |          |                           |                 |
| |                           |          |                           |                 |
| |                           |          |                           |                 |
| Classement de l'étape |                           |          |                           |                 |
| Coureuse | Coureuse                  | Pays     | Équipe                    | Temps           |
| 1re | Lorena Wiebes             | Pays-Bas | SD Worx-Protime           | 4 h 06 min 27 s |
| 2e | Letizia Paternoster       | Italie   | Liv AlUla Jayco           | + 0 s           |
| 3e | Clara Copponi             | France   | Lidl-Trek                 | + 0 s           |
| 4e | Maria Giulia Confalonieri | Italie   | Uno-X Mobility            | + 0 s           |
| 5e | Charlotte Kool            | Pays-Bas | Team dsm-firmenich PostNL | + 0 s           |
| 6e | Margot Vanpachtenbeke     | Belgique | VolkerWessels             | + 0 s           |
| 7e | Lotte Kopecky             | Belgique | SD Worx-Protime           | + 0 s           |
| 8e | Eleonora Gasparrini       | Italie   | UAE Team ADQ              | + 0 s           |
| 9e | Mylène de Zoete           | Pays-Bas | Ceratizit-WNT Pro Cycling | + 0 s           |
| 10e | Soraya Paladin            | Italie   | Canyon-SRAM Racing        | + 0 s           |

| \| Classement général \| Classement général \| Classement général \| Classement général \| Classement général \| \| Coureuse \| Coureuse \| Pays \| Équipe \| Temps \| \| ------------------ \| ------------------------- \| ------------------ \| ------------------------- \| ------------------ \| \| 1re \| Lorena Wiebes \| Pays-Bas \| SD Worx-Protime \| 4 h 06 min 16 s \| \| 2e \| Letizia Paternoster \| Italie \| Liv AlUla Jayco \| + 5 s \| \| 3e \| Clara Copponi \| France \| Lidl-Trek \| + 7 s \| \| 4e \| Maria Giulia Confalonieri \| Italie \| Uno-X Mobility \| + 11 s \| \| 5e \| Charlotte Kool \| Pays-Bas \| Team dsm-firmenich PostNL \| + 11 s \| \| 6e \| Margot Vanpachtenbeke \| Belgique \| VolkerWessels \| + 11 s \| \| 7e \| Lotte Kopecky \| Belgique \| SD Worx-Protime \| + 11 s \| \| 8e \| Eleonora Gasparrini \| Italie \| UAE Team ADQ \| + 11 s \| \| 9e \| Mylène de Zoete \| Pays-Bas \| Ceratizit-WNT Pro Cycling \| + 11 s \| \| 10e \| Soraya Paladin \| Italie \| Canyon-SRAM Racing \| + 11 s \| |                           |          |                           |                 |
| |                           |          |                           |                 |
| |                           |          |                           |                 |
| Classement général |                           |          |                           |                 |
| Coureuse | Coureuse                  | Pays     | Équipe                    | Temps           |
| 1re | Lorena Wiebes             | Pays-Bas | SD Worx-Protime           | 4 h 06 min 16 s |
| 2e | Letizia Paternoster       | Italie   | Liv AlUla Jayco           | + 5 s           |
| 3e | Clara Copponi             | France   | Lidl-Trek                 | + 7 s           |
| 4e | Maria Giulia Confalonieri | Italie   | Uno-X Mobility            | + 11 s          |
| 5e | Charlotte Kool            | Pays-Bas | Team dsm-firmenich PostNL | + 11 s          |
| 6e | Margot Vanpachtenbeke     | Belgique | VolkerWessels             | + 11 s          |
| 7e | Lotte Kopecky             | Belgique | SD Worx-Protime           | + 11 s          |
| 8e | Eleonora Gasparrini       | Italie   | UAE Team ADQ              | + 11 s          |
| 9e | Mylène de Zoete           | Pays-Bas | Ceratizit-WNT Pro Cycling | + 11 s          |
| 10e | Soraya Paladin            | Italie   | Canyon-SRAM Racing        | + 11 s          |

### 2eétape
Lorena Wiebes s'impose au sprint comme la veille.
| \| Classement de l'étape \| Classement de l'étape \| Classement de l'étape \| Classement de l'étape \| Classement de l'étape \| \| Coureuse \| Coureuse \| Pays \| Équipe \| Temps \| \| --------------------- \| ------------------------- \| --------------------- \| ------------------------- \| --------------------- \| \| 1re \| Lorena Wiebes \| Pays-Bas \| SD Worx-Protime \| 3 h 33 min 26 s \| \| 2e \| Charlotte Kool \| Pays-Bas \| Team dsm-firmenich PostNL \| + 0 s \| \| 3e \| Lotte Kopecky \| Belgique \| SD Worx-Protime \| + 0 s \| \| 4e \| Letizia Paternoster \| Italie \| Liv AlUla Jayco \| + 0 s \| \| 5e \| Soraya Paladin \| Italie \| Canyon-SRAM Racing \| + 0 s \| \| 6e \| Maria Giulia Confalonieri \| Italie \| Uno-X Mobility \| + 0 s \| \| 7e \| Eleonora Gasparrini \| Italie \| UAE Team ADQ \| + 0 s \| \| 8e \| Pfeiffer Georgi \| Royaume-Uni \| Team dsm-firmenich PostNL \| + 0 s \| \| 9e \| Clara Copponi \| France \| Lidl-Trek \| + 0 s \| \| 10e \| Roxane Fournier \| France \| St Michel-Mavic-Auber 93 \| + 0 s \| |                           |             |                           |                 |
| |                           |             |                           |                 |
| |                           |             |                           |                 |
| Classement de l'étape |                           |             |                           |                 |
| Coureuse | Coureuse                  | Pays        | Équipe                    | Temps           |
| 1re | Lorena Wiebes             | Pays-Bas    | SD Worx-Protime           | 3 h 33 min 26 s |
| 2e | Charlotte Kool            | Pays-Bas    | Team dsm-firmenich PostNL | + 0 s           |
| 3e | Lotte Kopecky             | Belgique    | SD Worx-Protime           | + 0 s           |
| 4e | Letizia Paternoster       | Italie      | Liv AlUla Jayco           | + 0 s           |
| 5e | Soraya Paladin            | Italie      | Canyon-SRAM Racing        | + 0 s           |
| 6e | Maria Giulia Confalonieri | Italie      | Uno-X Mobility            | + 0 s           |
| 7e | Eleonora Gasparrini       | Italie      | UAE Team ADQ              | + 0 s           |
| 8e | Pfeiffer Georgi           | Royaume-Uni | Team dsm-firmenich PostNL | + 0 s           |
| 9e | Clara Copponi             | France      | Lidl-Trek                 | + 0 s           |
| 10e | Roxane Fournier           | France      | St Michel-Mavic-Auber 93  | + 0 s           |

| \| Classement général \| Classement général \| Classement général \| Classement général \| Classement général \| \| Coureuse \| Coureuse \| Pays \| Équipe \| Temps \| \| ------------------ \| ------------------------- \| ------------------ \| ------------------------- \| ------------------ \| \| 1re \| Lorena Wiebes \| Pays-Bas \| SD Worx-Protime \| 7 h 39 min 26 s \| \| 2e \| Lotte Kopecky \| Belgique \| SD Worx-Protime \| + 20 s \| \| 3e \| Letizia Paternoster \| Italie \| Liv AlUla Jayco \| + 21 s \| \| 4e \| Charlotte Kool \| Pays-Bas \| Team dsm-firmenich PostNL \| + 21 s \| \| 5e \| Soraya Paladin \| Italie \| Canyon-SRAM Racing \| + 22 s \| \| 6e \| Clara Copponi \| France \| Lidl-Trek \| + 23 s \| \| 7e \| Eleonora Gasparrini \| Italie \| UAE Team ADQ \| + 25 s \| \| 8e \| Maria Giulia Confalonieri \| Italie \| Uno-X Mobility \| + 27 s \| \| 9e \| Roxane Fournier \| France \| St Michel-Mavic-Auber 93 \| + 27 s \| \| 10e \| Ally Wollaston \| Nouvelle-Zélande \| AG Insurance-Soudal Team \| + 27 s \| |                           |                  |                           |                 |
| |                           |                  |                           |                 |
| |                           |                  |                           |                 |
| Classement général |                           |                  |                           |                 |
| Coureuse | Coureuse                  | Pays             | Équipe                    | Temps           |
| 1re | Lorena Wiebes             | Pays-Bas         | SD Worx-Protime           | 7 h 39 min 26 s |
| 2e | Lotte Kopecky             | Belgique         | SD Worx-Protime           | + 20 s          |
| 3e | Letizia Paternoster       | Italie           | Liv AlUla Jayco           | + 21 s          |
| 4e | Charlotte Kool            | Pays-Bas         | Team dsm-firmenich PostNL | + 21 s          |
| 5e | Soraya Paladin            | Italie           | Canyon-SRAM Racing        | + 22 s          |
| 6e | Clara Copponi             | France           | Lidl-Trek                 | + 23 s          |
| 7e | Eleonora Gasparrini       | Italie           | UAE Team ADQ              | + 25 s          |
| 8e | Maria Giulia Confalonieri | Italie           | Uno-X Mobility            | + 27 s          |
| 9e | Roxane Fournier           | France           | St Michel-Mavic-Auber 93  | + 27 s          |
| 10e | Ally Wollaston            | Nouvelle-Zélande | AG Insurance-Soudal Team  | + 27 s          |

### 3eétape
Lorena Wiebes s'impose pour la troisième fois d'affilée au sprint.
| \| Classement de l'étape \| Classement de l'étape \| Classement de l'étape \| Classement de l'étape \| Classement de l'étape \| \| Coureuse \| Coureuse \| Pays \| Équipe \| Temps \| \| --------------------- \| --------------------- \| --------------------- \| ------------------------- \| --------------------- \| \| 1re \| Lorena Wiebes \| Pays-Bas \| SD Worx-Protime \| 2 h 08 min 47 s \| \| 2e \| Charlotte Kool \| Pays-Bas \| Team dsm-firmenich PostNL \| + 0 s \| \| 3e \| Lotte Kopecky \| Belgique \| SD Worx-Protime \| + 0 s \| \| 4e \| Sofie van Rooijen \| Pays-Bas \| VolkerWessels \| + 0 s \| \| 5e \| Maike van der Duin \| Pays-Bas \| Canyon-SRAM Racing \| + 0 s \| \| 6e \| Clara Copponi \| France \| Lidl-Trek \| + 0 s \| \| 7e \| Mylène de Zoete \| Pays-Bas \| Ceratizit-WNT Pro Cycling \| + 0 s \| \| 8e \| Letizia Paternoster \| Italie \| Liv AlUla Jayco \| + 0 s \| \| 9e \| Kristýna Burlová \| Tchéquie \| Lifeplus Wahoo \| + 0 s \| \| 10e \| Anniina Ahtosalo \| Finlande \| Uno-X Mobility \| + 0 s \| |                     |          |                           |                 |
| |                     |          |                           |                 |
| |                     |          |                           |                 |
| Classement de l'étape |                     |          |                           |                 |
| Coureuse | Coureuse            | Pays     | Équipe                    | Temps           |
| 1re | Lorena Wiebes       | Pays-Bas | SD Worx-Protime           | 2 h 08 min 47 s |
| 2e | Charlotte Kool      | Pays-Bas | Team dsm-firmenich PostNL | + 0 s           |
| 3e | Lotte Kopecky       | Belgique | SD Worx-Protime           | + 0 s           |
| 4e | Sofie van Rooijen   | Pays-Bas | VolkerWessels             | + 0 s           |
| 5e | Maike van der Duin  | Pays-Bas | Canyon-SRAM Racing        | + 0 s           |
| 6e | Clara Copponi       | France   | Lidl-Trek                 | + 0 s           |
| 7e | Mylène de Zoete     | Pays-Bas | Ceratizit-WNT Pro Cycling | + 0 s           |
| 8e | Letizia Paternoster | Italie   | Liv AlUla Jayco           | + 0 s           |
| 9e | Kristýna Burlová    | Tchéquie | Lifeplus Wahoo            | + 0 s           |
| 10e | Anniina Ahtosalo    | Finlande | Uno-X Mobility            | + 0 s           |

## Classements finals

### Classement général final
| \| Classement général \| Classement général \| Classement général \| Classement général \| Classement général \| \| Coureuse \| Coureuse \| Pays \| Équipe \| Temps \| \| ------------------ \| ------------------------- \| ------------------ \| ------------------------- \| ------------------ \| \| 1re \| Lorena Wiebes \| Pays-Bas \| SD Worx-Protime \| 9 h 48 min 03 s \| \| 2e \| Charlotte Kool \| Pays-Bas \| Team dsm-firmenich PostNL \| + 25 s \| \| 3e \| Lotte Kopecky \| Belgique \| SD Worx-Protime \| + 26 s \| \| 4e \| Letizia Paternoster \| Italie \| Liv AlUla Jayco \| + 26 s \| \| 5e \| Clara Copponi \| France \| Lidl-Trek \| + 30 s \| \| 6e \| Soraya Paladin \| Italie \| Canyon-SRAM Racing \| + 32 s \| \| 7e \| Ally Wollaston \| Nouvelle-Zélande \| AG Insurance-Soudal Team \| + 34 s \| \| 8e \| Eleonora Gasparrini \| Italie \| UAE Team ADQ \| + 35 s \| \| 9e \| Roxane Fournier \| France \| St Michel-Mavic-Auber 93 \| + 37 s \| \| 10e \| Maria Giulia Confalonieri \| Italie \| Uno-X Mobility \| + 37 s \| |                           |                  |                           |                 |
| |                           |                  |                           |                 |
| Source : ProCyclingStats |                           |                  |                           |                 |
| Classement général |                           |                  |                           |                 |
| Coureuse | Coureuse                  | Pays             | Équipe                    | Temps           |
| 1re | Lorena Wiebes             | Pays-Bas         | SD Worx-Protime           | 9 h 48 min 03 s |
| 2e | Charlotte Kool            | Pays-Bas         | Team dsm-firmenich PostNL | + 25 s          |
| 3e | Lotte Kopecky             | Belgique         | SD Worx-Protime           | + 26 s          |
| 4e | Letizia Paternoster       | Italie           | Liv AlUla Jayco           | + 26 s          |
| 5e | Clara Copponi             | France           | Lidl-Trek                 | + 30 s          |
| 6e | Soraya Paladin            | Italie           | Canyon-SRAM Racing        | + 32 s          |
| 7e | Ally Wollaston            | Nouvelle-Zélande | AG Insurance-Soudal Team  | + 34 s          |
| 8e | Eleonora Gasparrini       | Italie           | UAE Team ADQ              | + 35 s          |
| 9e | Roxane Fournier           | France           | St Michel-Mavic-Auber 93  | + 37 s          |
| 10e | Maria Giulia Confalonieri | Italie           | Uno-X Mobility            | + 37 s          |

#### Points attribués
| Position                  | 1er | 2e  | 3e  | 4e  | 5e  | 6e  | 7e  | 8e  | 9e | 10e | 11e | 12e | 13e | 14e | 15e | 16e à 20e | 21e à 30e | 31e à 40e |  |  |
| Classement général        | 400 | 320 | 260 | 220 | 180 | 140 | 120 | 100 | 80 | 68  | 56  | 48  | 40  | 32  | 28  | 24        | 16        | 8         |  |  |
| Étapes et demi-étapes     | 50  | 40  | 30  | 25  | 20  | 18  | 15  | 10  | 8  | 6   |     |     |     |     |     |           |           |           |  |  |
| Port du maillot de leader | 8   |     |     |     |     |     |     |     |    |     |     |     |     |     |     |           |           |           |  |  |

### Classements annexes
| Classement par points | Classement par points     | Classement par points | Classement par points     | Classement par points |
| Coureuse              | Coureuse                  | Pays                  | Équipe                    | Points                |
| --------------------- | ------------------------- | --------------------- | ------------------------- | --------------------- |
| 1re                   | Lorena Wiebes             | Pays-Bas              | SD Worx-Protime           | 48 pts                |
| 2e                    | Charlotte Kool            | Pays-Bas              | Team dsm-firmenich PostNL | 30 pts                |
| 3e                    | Letizia Paternoster       | Italie                | Liv AlUla Jayco           | 27 pts                |
| 4e                    | Lotte Kopecky             | Belgique              | SD Worx-Protime           | 22 pts                |
| 5e                    | Clara Copponi             | France                | Lidl-Trek                 | 19 pts                |
| 6e                    | Maria Giulia Confalonieri | Italie                | Uno-X Mobility            | 14 pts                |
| 7e                    | Margot Vanpachtenbeke     | Belgique              | VolkerWessels             | 10 pts                |
| 8e                    | Soraya Paladin            | Italie                | Canyon-SRAM Racing        | 7 pts                 |
| 9e                    | Eleonora Gasparrini       | Italie                | UAE Team ADQ              | 7 pts                 |
| 10e                   | Sofie van Rooijen         | Pays-Bas              | VolkerWessels             | 7 pts                 |

| Classement par points | Classement par points     | Classement par points | Classement par points     | Classement par points |
| Coureuse              | Coureuse                  | Pays                  | Équipe                    | Points                |
| --------------------- | ------------------------- | --------------------- | ------------------------- | --------------------- |
| 1re                   | Lorena Wiebes             | Pays-Bas              | SD Worx-Protime           | 48 pts                |
| 2e                    | Charlotte Kool            | Pays-Bas              | Team dsm-firmenich PostNL | 30 pts                |
| 3e                    | Letizia Paternoster       | Italie                | Liv AlUla Jayco           | 27 pts                |
| 4e                    | Lotte Kopecky             | Belgique              | SD Worx-Protime           | 22 pts                |
| 5e                    | Clara Copponi             | France                | Lidl-Trek                 | 19 pts                |
| 6e                    | Maria Giulia Confalonieri | Italie                | Uno-X Mobility            | 14 pts                |
| 7e                    | Margot Vanpachtenbeke     | Belgique              | VolkerWessels             | 10 pts                |
| 8e                    | Soraya Paladin            | Italie                | Canyon-SRAM Racing        | 7 pts                 |
| 9e                    | Eleonora Gasparrini       | Italie                | UAE Team ADQ              | 7 pts                 |
| 10e                   | Sofie van Rooijen         | Pays-Bas              | VolkerWessels             | 7 pts                 |

| Classement de la montagne | Classement de la montagne | Classement de la montagne | Classement de la montagne | Classement de la montagne |
| Coureuse                  | Coureuse                  | Pays                      | Équipe                    | Points                    |
| ------------------------- | ------------------------- | ------------------------- | ------------------------- | ------------------------- |
| 1re                       | Rebecca Koerner           | Danemark                  | Uno-X Mobility            | 9 pts                     |
| 2e                        | Lorena Wiebes             | Pays-Bas                  | SD Worx-Protime           | 7 pts                     |
| 3e                        | Lea Lin Teutenberg        | Allemagne                 | Ceratizit-WNT Pro Cycling | 6 pts                     |
| 4e                        | Soraya Paladin            | Italie                    | Canyon-SRAM Racing        | 5 pts                     |
| 5e                        | Lotte Kopecky             | Belgique                  | SD Worx-Protime           | 3 pts                     |
| 6e                        | Eleonora Gasparrini       | Italie                    | UAE Team ADQ              | 2 pts                     |
| 7e                        | Lizzie Deignan            | Royaume-Uni               | Lidl-Trek                 | 2 pts                     |
| 8e                        | April Tacey               | Royaume-Uni               | Team Coop-Repsol          | 2 pts                     |

| Classement de la montagne | Classement de la montagne | Classement de la montagne | Classement de la montagne | Classement de la montagne |
| Coureuse                  | Coureuse                  | Pays                      | Équipe                    | Points                    |
| ------------------------- | ------------------------- | ------------------------- | ------------------------- | ------------------------- |
| 1re                       | Rebecca Koerner           | Danemark                  | Uno-X Mobility            | 9 pts                     |
| 2e                        | Lorena Wiebes             | Pays-Bas                  | SD Worx-Protime           | 7 pts                     |
| 3e                        | Lea Lin Teutenberg        | Allemagne                 | Ceratizit-WNT Pro Cycling | 6 pts                     |
| 4e                        | Soraya Paladin            | Italie                    | Canyon-SRAM Racing        | 5 pts                     |
| 5e                        | Lotte Kopecky             | Belgique                  | SD Worx-Protime           | 3 pts                     |
| 6e                        | Eleonora Gasparrini       | Italie                    | UAE Team ADQ              | 2 pts                     |
| 7e                        | Lizzie Deignan            | Royaume-Uni               | Lidl-Trek                 | 2 pts                     |
| 8e                        | April Tacey               | Royaume-Uni               | Team Coop-Repsol          | 2 pts                     |

| Classement du meilleur jeune | Classement du meilleur jeune | Classement du meilleur jeune | Classement du meilleur jeune | Classement du meilleur jeune |
| Coureuse                     | Coureuse                     | Pays                         | Équipe                       | Temps                        |
| ---------------------------- | ---------------------------- | ---------------------------- | ---------------------------- | ---------------------------- |
| 1re                          | Eleonora Gasparrini          | Italie                       | UAE Team ADQ                 | 9 h 48 min 38 s              |
| 2e                           | Linda Riedmann               | Allemagne                    | Team Visma \| Lease a Bike   | + 6 s                        |
| 3e                           | Kristýna Burlová             | Tchéquie                     | Lifeplus Wahoo               | + 10 s                       |
| 4e                           | Lucinda Stewart              | Australie                    | Ara-Skip Capital             | + 10 s                       |
| 5e                           | Andrea Casagranda            | Italie                       | Bepink-Bongioanni            | + 10 s                       |
| 6e                           | Alice Towers                 | Royaume-Uni                  | Canyon-SRAM Racing           | + 10 s                       |
| 7e                           | Fleur Moors                  | Belgique                     | Lidl-Trek                    | + 15 s                       |
| 8e                           | Caoimhe O'Brien              | Irlande                      | DAS-Hutchinson-Brother UK    | + 25 s                       |
| 9e                           | Ilse Pluimers                | Pays-Bas                     | AG Insurance-Soudal Team     | + 35 s                       |
| 10e                          | Anniina Ahtosalo             | Finlande                     | Uno-X Mobility               | + 2 min 27 s                 |

| Classement du meilleur jeune | Classement du meilleur jeune | Classement du meilleur jeune | Classement du meilleur jeune | Classement du meilleur jeune |
| Coureuse                     | Coureuse                     | Pays                         | Équipe                       | Temps                        |
| ---------------------------- | ---------------------------- | ---------------------------- | ---------------------------- | ---------------------------- |
| 1re                          | Eleonora Gasparrini          | Italie                       | UAE Team ADQ                 | 9 h 48 min 38 s              |
| 2e                           | Linda Riedmann               | Allemagne                    | Team Visma \| Lease a Bike   | + 6 s                        |
| 3e                           | Kristýna Burlová             | Tchéquie                     | Lifeplus Wahoo               | + 10 s                       |
| 4e                           | Lucinda Stewart              | Australie                    | Ara-Skip Capital             | + 10 s                       |
| 5e                           | Andrea Casagranda            | Italie                       | Bepink-Bongioanni            | + 10 s                       |
| 6e                           | Alice Towers                 | Royaume-Uni                  | Canyon-SRAM Racing           | + 10 s                       |
| 7e                           | Fleur Moors                  | Belgique                     | Lidl-Trek                    | + 15 s                       |
| 8e                           | Caoimhe O'Brien              | Irlande                      | DAS-Hutchinson-Brother UK    | + 25 s                       |
| 9e                           | Ilse Pluimers                | Pays-Bas                     | AG Insurance-Soudal Team     | + 35 s                       |
| 10e                          | Anniina Ahtosalo             | Finlande                     | Uno-X Mobility               | + 2 min 27 s                 |

| Classement par équipes | Classement par équipes     | Classement par équipes | Classement par équipes |
| Équipe                 | Équipe                     | Pays                   | Temps                  |
| ---------------------- | -------------------------- | ---------------------- | ---------------------- |
| 1re                    | Ceratizit-WNT Pro Cycling  | Allemagne              | 29 h 26 min 12 s       |
| 2e                     | Canyon-SRAM Racing         | Allemagne              | + 0 s                  |
| 3e                     | St Michel-Mavic-Auber93    | France                 | + 4 s                  |
| 4e                     | Lidl-Trek                  | États-Unis             | + 9 s                  |
| 5e                     | Uno-X Mobility             | Norvège                | + 29 s                 |
| 6e                     | Team Visma \| Lease a Bike | Pays-Bas               | + 33 s                 |
| 7e                     | Liv AlUla Jayco            | Australie              | + 37 s                 |
| 8e                     | AG Insurance-Soudal Team   | Belgique               | + 44 s                 |
| 9e                     | Team DSM-Firmenich PostNL  | Pays-Bas               | + 1 min 27 s           |
| 10e                    | SD Worx-Protime            | Pays-Bas               | + 2 min 35 s           |

| Classement par équipes | Classement par équipes     | Classement par équipes | Classement par équipes |
| Équipe                 | Équipe                     | Pays                   | Temps                  |
| ---------------------- | -------------------------- | ---------------------- | ---------------------- |
| 1re                    | Ceratizit-WNT Pro Cycling  | Allemagne              | 29 h 26 min 12 s       |
| 2e                     | Canyon-SRAM Racing         | Allemagne              | + 0 s                  |
| 3e                     | St Michel-Mavic-Auber93    | France                 | + 4 s                  |
| 4e                     | Lidl-Trek                  | États-Unis             | + 9 s                  |
| 5e                     | Uno-X Mobility             | Norvège                | + 29 s                 |
| 6e                     | Team Visma \| Lease a Bike | Pays-Bas               | + 33 s                 |
| 7e                     | Liv AlUla Jayco            | Australie              | + 37 s                 |
| 8e                     | AG Insurance-Soudal Team   | Belgique               | + 44 s                 |
| 9e                     | Team DSM-Firmenich PostNL  | Pays-Bas               | + 1 min 27 s           |
| 10e                    | SD Worx-Protime            | Pays-Bas               | + 2 min 35 s           |

## Évolution des classements
| Étape              |                    | Vainqueur _   | Classement général | Classement par points | Meilleure grimpeuse | Meilleure jeune     | Meilleure équipe _        |
| ------------------ | ------------------ | ------------- | ------------------ | --------------------- | ------------------- | ------------------- | ------------------------- |
| 1re étape          | étape de plaine    | Lorena Wiebes | Lorena Wiebes      | Lorena Wiebes         | Rebecca Koerner     | Eleonora Gasparrini | Liv AlUla Jayco           |
| 2e étape           | étape de plaine    | Lorena Wiebes | Lorena Wiebes      | Lorena Wiebes         | Rebecca Koerner     | Eleonora Gasparrini | Ceratizit-WNT Pro Cycling |
| 3e étape           | étape de plaine    | Lorena Wiebes | Lorena Wiebes      | Lorena Wiebes         | Rebecca Koerner     | Eleonora Gasparrini | Ceratizit-WNT Pro Cycling |
| Classements finals | Classements finals |               | Lorena Wiebes      | Lorena Wiebes         | Rebecca Koerner     | Eleonora Gasparrini | Ceratizit-WNT Pro Cycling |

## Liste des participantes
| Légende | Légende                                                                    | Légende | Légende                                                    |
| ------- | -------------------------------------------------------------------------- | ------- | ---------------------------------------------------------- |
| Num     | Dossard de départ porté par le coureur sur cette RideLondon-Classique      | Pos     | Position à l'arrivée de la course                          |
|         | Indique un maillot de champion national ou mondial, suivi de sa spécialité | NP      | Indique un coureur qui n'a pas pris le départ de la course |
| AB      | Indique un coureur qui n'a pas terminé la course                           | HD      | Indique un coureur qui a terminé la course hors des délais |

| Team dsm-firmenich PostNL DFP | Team dsm-firmenich PostNL DFP | Team dsm-firmenich PostNL DFP |
| ----------------------------- | ----------------------------- | ----------------------------- |
| Num                           | Coureuse                      | Pos                           |
| 1                             | Charlotte Kool (NED)          | 2e                            |
| 2                             | Daniek Hengeveld (NED)        | 72e                           |
| 3                             | Rachele Barbieri (ITA)        | 87e                           |
| 4                             | Pfeiffer Georgi (GBR) (route) | 36e                           |
| 5                             | Megan Jastrab (USA)           | AB-2                          |
| 6                             | Franziska Koch (GER)          | 48e                           |

| AG Insurance-Soudal Team AGS | AG Insurance-Soudal Team AGS       | AG Insurance-Soudal Team AGS |
| ---------------------------- | ---------------------------------- | ---------------------------- |
| Num                          | Coureuse                           | Pos                          |
| 11                           | Maaike Boogaard (NED)              | 58e                          |
| 12                           | Leonie Bentveld (NED)              | 82e                          |
| 13                           | Kimberley Le Court de Billot (MRI) | 40e                          |
| 14                           | Ilse Pluimers (NED)                | 43e                          |
| 15                           | Marthe Goossens (BEL)              | 57e                          |
| 16                           | Ally Wollaston (NZL)               | 7e                           |

| Canyon-SRAM Racing CSR | Canyon-SRAM Racing CSR         | Canyon-SRAM Racing CSR |
| ---------------------- | ------------------------------ | ---------------------- |
| Num                    | Coureuse                       | Pos                    |
| 21                     | Zoe Bäckstedt (GBR)            | AB-3                   |
| 22                     | Soraya Paladin (ITA)           | 6e                     |
| 23                     | Tiffany Cromwell (AUS)         | 44e                    |
| 24                     | Agnieszka Skalniak-Sójka (POL) | 16e                    |
| 25                     | Alice Towers (GBR)             | 27e                    |
| 26                     | Maike van der Duin (NED)       | 46e                    |

| Ceratizit-WNT Pro Cycling WNT | Ceratizit-WNT Pro Cycling WNT | Ceratizit-WNT Pro Cycling WNT |
| ----------------------------- | ----------------------------- | ----------------------------- |
| Num                           | Coureuse                      | Pos                           |
| 31                            | Marta Lach (POL)              | 11e                           |
| 32                            | Mylène de Zoete (NED)         | 12e                           |
| 33                            | Martina Fidanza (ITA)         | 81e                           |
| 34                            | Lea Lin Teutenberg (GER)      | 86e                           |
| 35                            | Cédrine Kerbaol (FRA)         | 25e                           |
| 36                            | Kathrin Schweinberger (AUT)   | 15e                           |

| Human Powered Health HPH | Human Powered Health HPH  | Human Powered Health HPH |
| ------------------------ | ------------------------- | ------------------------ |
| Num                      | Coureuse                  | Pos                      |
| 41                       | Audrey Cordon-Ragot (FRA) | 35e                      |
| 43                       | Romy Kasper (GER)         | 37e                      |
| 44                       | Daria Pikulik (POL)       | AB                       |
| 45                       | Wiktoria Pikulik (POL)    | AB-2                     |
| 46                       | Alice Wood (GBR)          | 61e                      |

| Lidl-Trek LTK | Lidl-Trek LTK           | Lidl-Trek LTK |
| ------------- | ----------------------- | ------------- |
| Num           | Coureuse                | Pos           |
| 51            | Elynor Bäckstedt (GBR)  | 78e           |
| 52            | Fleur Moors (BEL)       | 31e           |
| 53            | Clara Copponi (FRA)     | 5e            |
| 54            | Ilaria Sanguineti (ITA) | 59e           |
| 55            | Lauretta Hanson (AUS)   | 38e           |
| 56            | Lizzie Deignan (GBR)    | 18e           |

| Liv AlUla Jayco LAJ | Liv AlUla Jayco LAJ       | Liv AlUla Jayco LAJ |
| ------------------- | ------------------------- | ------------------- |
| Num                 | Coureuse                  | Pos                 |
| 61                  | Georgia Baker (AUS)       | 47e                 |
| 62                  | Teniel Campbell (TTO)     | 85e                 |
| 63                  | Jeanne Korevaar (NED)     | 26e                 |
| 64                  | Letizia Paternoster (ITA) | 4e                  |
| 65                  | Georgie Howe (AUS)        | 96e                 |
| 66                  | Anna Trevisi (ITA)        | 71e                 |

| SD Worx-Protime SDW | SD Worx-Protime SDW             | SD Worx-Protime SDW |
| ------------------- | ------------------------------- | ------------------- |
| Num                 | Coureuse                        | Pos                 |
| 71                  | Lotte Kopecky (BEL) (route)     | 3e                  |
| 72                  | Femke Gerritse (NED)            | 69e                 |
| 73                  | Barbara Guarischi (ITA)         | 62e                 |
| 74                  | Christine Majerus (LUX) (route) | 52e                 |
| 75                  | Femke Markus (NED)              | 66e                 |
| 76                  | Lorena Wiebes (NED)             | 1re                 |

| UAE Team ADQ UAD | UAE Team ADQ UAD                  | UAE Team ADQ UAD |
| ---------------- | --------------------------------- | ---------------- |
| Num              | Coureuse                          | Pos              |
| 81               | Eugenia Bujak (SLO)               | 29e              |
| 82               | Anastasia Carbonari (LAT) (route) | AB-2             |
| 83               | Chiara Consonni (ITA)             | 53e              |
| 84               | Eleonora Gasparrini (ITA)         | 8e               |
| 85               | Mikayla Harvey (NZL)              | 64e              |

| Uno-X Mobility UXM | Uno-X Mobility UXM              | Uno-X Mobility UXM |
| ------------------ | ------------------------------- | ------------------ |
| Num                | Coureuse                        | Pos                |
| 91                 | Marte Berg Edseth (NOR)         | 22e                |
| 92                 | Anniina Ahtosalo (FIN) (route)  | 49e                |
| 93                 | Elinor Barker (GBR)             | 70e                |
| 94                 | Maria Giulia Confalonieri (ITA) | 10e                |
| 95                 | Amalie Dideriksen (DEN)         | 45e                |
| 96                 | Rebecca Koerner (DEN) (route)   | 73e                |

| Team Visma \| Lease a Bike TVL | Team Visma \| Lease a Bike TVL | Team Visma \| Lease a Bike TVL |
| ------------------------------ | ------------------------------ | ------------------------------ |
| Num                            | Coureuse                       | Pos                            |
| 101                            | Carlijn Achtereekte (NED)      | AB-2                           |
| 103                            | Lieke Nooijen (NED)            | 68e                            |
| 104                            | Linda Riedmann (GER)           | 17e                            |
| 105                            | Margaux Vigié (FRA)            | 42e                            |
| 106                            | Nienke Veenhoven (NED)         | 75e                            |

| Ara-Skip Capital ARA | Ara-Skip Capital ARA  | Ara-Skip Capital ARA |
| -------------------- | --------------------- | -------------------- |
| Num                  | Coureuse              | Pos                  |
| 111                  | Alli Anderson (AUS)   | 89e                  |
| 112                  | Lucie Fityus (AUS)    | 51e                  |
| 113                  | Sophie Marr (AUS)     | 63e                  |
| 114                  | Keira Will (AUS)      | 98e                  |
| 115                  | Rachael Wales (AUS)   | 80e                  |
| 116                  | Lucinda Stewart (AUS) | 20e                  |

| Bepink-Bongioanni BPK | Bepink-Bongioanni BPK       | Bepink-Bongioanni BPK |
| --------------------- | --------------------------- | --------------------- |
| Num                   | Coureuse                    | Pos                   |
| 121                   | Vittoria Grassi (ITA)       | 99e                   |
| 122                   | Andrea Casagranda (ITA)     | 24e                   |
| 123                   | Karolina Karasiewicz (POL)  | AB-2                  |
| 124                   | Angela Oro (ITA)            | 67e                   |
| 125                   | Carmela Cipriani (ITA)      | 90e                   |
| 126                   | Monica Trinca Colonel (ITA) | 21e                   |

| Team Coop-Repsol HPU | Team Coop-Repsol HPU          | Team Coop-Repsol HPU |
| -------------------- | ----------------------------- | -------------------- |
| Num                  | Coureuse                      | Pos                  |
| 131                  | Camilla Rånes Bye (NOR)       | 50e                  |
| 132                  | Monica Greenwood (GBR)        | 76e                  |
| 133                  | Tiril Jørgensen (NOR)         | 34e                  |
| 134                  | Sigrid Ytterhus Haugset (NOR) | 41e                  |
| 135                  | April Tacey (GBR)             | 91e                  |
| 136                  | Mari Hole Mohr (NOR)          | 93e                  |

| DAS-Hutchinson-Brother UK DAS | DAS-Hutchinson-Brother UK DAS  | DAS-Hutchinson-Brother UK DAS |
| ----------------------------- | ------------------------------ | ----------------------------- |
| Num                           | Coureuse                       | Pos                           |
| 141                           | Sophie Lewis (GBR)             | AB                            |
| 142                           | Charlotte Hodgkins-Byrne (GBR) | AB-3                          |
| 143                           | Tiffany Keep (RSA)             | 88e                           |
| 144                           | Caoimhe O'Brien (IRL)          | 39e                           |
| 145                           | Alice Sharpe (IRL)             | 23e                           |
| 146                           | Nora Tveit (NOR)               | 92e                           |

| Doltcini O'Shea AWO | Doltcini O'Shea AWO   | Doltcini O'Shea AWO |
| ------------------- | --------------------- | ------------------- |
| Num                 | Coureuse              | Pos                 |
| 151                 | Isabel Darvill (GBR)  | 95e                 |
| 152                 | Jessica Finney (GBR)  | 33e                 |
| 153                 | S'annara Grove (RSA)  | 77e                 |
| 154                 | Connie Hayes (GBR)    | AB-3                |
| 155                 | Camille Devigne (FRA) | 97e                 |
| 156                 | Cindy Pomares (FRA)   | 102e                |

| Lifeplus Wahoo LPW | Lifeplus Wahoo LPW     | Lifeplus Wahoo LPW |
| ------------------ | ---------------------- | ------------------ |
| Num                | Coureuse               | Pos                |
| 161                | Kristýna Burlová (CZE) | 19e                |
| 162                | Alicia González (ESP)  | 14e                |
| 163                | Ella Jamieson (GBR)    | 101e               |
| 164                | Maddie Leech (GBR)     | 65e                |
| 165                | Kate Richardson (GBR)  | AB-2               |
| 166                | Kaja Rysz (POL)        | 54e                |

| St Michel-Mavic-Auber 93 AUB | St Michel-Mavic-Auber 93 AUB | St Michel-Mavic-Auber 93 AUB |
| ---------------------------- | ---------------------------- | ---------------------------- |
| Num                          | Coureuse                     | Pos                          |
| 171                          | Alison Avoine (FRA)          | 28e                          |
| 172                          | Marion Borras (FRA)          | 60e                          |
| 173                          | Roxane Fournier (FRA)        | 9e                           |
| 174                          | Célia Le Mouël (FRA)         | 32e                          |
| 175                          | Dilyxine Miermont (FRA)      | 30e                          |
| 176                          | Elyne Roussel (FRA)          | 55e                          |

| Torelli-AppMazed-GSG TOR | Torelli-AppMazed-GSG TOR | Torelli-AppMazed-GSG TOR |
| ------------------------ | ------------------------ | ------------------------ |
| Num                      | Coureuse                 | Pos                      |
| 181                      | Kim Baptista (GBR)       | 84e                      |
| 182                      | Bronwyn Macgregor (NZL)  | 94e                      |
| 183                      | Ida Mechlenborg Krum     | AB-2                     |
| 184                      | Lucy Nelson (GBR)        | AB-3                     |
| 185                      | Isabella Escalera (ESP)  | 100e                     |
| 186                      | Francesca Selva (ITA)    | AB-2                     |

| VolkerWessels VWT | VolkerWessels VWT           | VolkerWessels VWT |
| ----------------- | --------------------------- | ----------------- |
| Num               | Coureuse                    | Pos               |
| 191               | Julia van Bokhoven (NED)    | 83e               |
| 192               | Scarlett Souren (NED)       | 56e               |
| 193               | Lisa Van Helvoirt (NED)     | AB-3              |
| 194               | Anne Knijnenburg (NED)      | 79e               |
| 195               | Margot Vanpachtenbeke (BEL) | 13e               |
| 196               | Sofie van Rooijen (NED)     | 74e               |

| Team dsm-firmenich PostNL DFP | Team dsm-firmenich PostNL DFP | Team dsm-firmenich PostNL DFP |
| ----------------------------- | ----------------------------- | ----------------------------- |
| Num                           | Coureuse                      | Pos                           |
| 1                             | Charlotte Kool (NED)          | 2e                            |
| 2                             | Daniek Hengeveld (NED)        | 72e                           |
| 3                             | Rachele Barbieri (ITA)        | 87e                           |
| 4                             | Pfeiffer Georgi (GBR) (route) | 36e                           |
| 5                             | Megan Jastrab (USA)           | AB-2                          |
| 6                             | Franziska Koch (GER)          | 48e                           |

| AG Insurance-Soudal Team AGS | AG Insurance-Soudal Team AGS       | AG Insurance-Soudal Team AGS |
| ---------------------------- | ---------------------------------- | ---------------------------- |
| Num                          | Coureuse                           | Pos                          |
| 11                           | Maaike Boogaard (NED)              | 58e                          |
| 12                           | Leonie Bentveld (NED)              | 82e                          |
| 13                           | Kimberley Le Court de Billot (MRI) | 40e                          |
| 14                           | Ilse Pluimers (NED)                | 43e                          |
| 15                           | Marthe Goossens (BEL)              | 57e                          |
| 16                           | Ally Wollaston (NZL)               | 7e                           |

| Canyon-SRAM Racing CSR | Canyon-SRAM Racing CSR         | Canyon-SRAM Racing CSR |
| ---------------------- | ------------------------------ | ---------------------- |
| Num                    | Coureuse                       | Pos                    |
| 21                     | Zoe Bäckstedt (GBR)            | AB-3                   |
| 22                     | Soraya Paladin (ITA)           | 6e                     |
| 23                     | Tiffany Cromwell (AUS)         | 44e                    |
| 24                     | Agnieszka Skalniak-Sójka (POL) | 16e                    |
| 25                     | Alice Towers (GBR)             | 27e                    |
| 26                     | Maike van der Duin (NED)       | 46e                    |

| Ceratizit-WNT Pro Cycling WNT | Ceratizit-WNT Pro Cycling WNT | Ceratizit-WNT Pro Cycling WNT |
| ----------------------------- | ----------------------------- | ----------------------------- |
| Num                           | Coureuse                      | Pos                           |
| 31                            | Marta Lach (POL)              | 11e                           |
| 32                            | Mylène de Zoete (NED)         | 12e                           |
| 33                            | Martina Fidanza (ITA)         | 81e                           |
| 34                            | Lea Lin Teutenberg (GER)      | 86e                           |
| 35                            | Cédrine Kerbaol (FRA)         | 25e                           |
| 36                            | Kathrin Schweinberger (AUT)   | 15e                           |

| Human Powered Health HPH | Human Powered Health HPH  | Human Powered Health HPH |
| ------------------------ | ------------------------- | ------------------------ |
| Num                      | Coureuse                  | Pos                      |
| 41                       | Audrey Cordon-Ragot (FRA) | 35e                      |
| 43                       | Romy Kasper (GER)         | 37e                      |
| 44                       | Daria Pikulik (POL)       | AB                       |
| 45                       | Wiktoria Pikulik (POL)    | AB-2                     |
| 46                       | Alice Wood (GBR)          | 61e                      |

| Lidl-Trek LTK | Lidl-Trek LTK           | Lidl-Trek LTK |
| ------------- | ----------------------- | ------------- |
| Num           | Coureuse                | Pos           |
| 51            | Elynor Bäckstedt (GBR)  | 78e           |
| 52            | Fleur Moors (BEL)       | 31e           |
| 53            | Clara Copponi (FRA)     | 5e            |
| 54            | Ilaria Sanguineti (ITA) | 59e           |
| 55            | Lauretta Hanson (AUS)   | 38e           |
| 56            | Lizzie Deignan (GBR)    | 18e           |

| Liv AlUla Jayco LAJ | Liv AlUla Jayco LAJ       | Liv AlUla Jayco LAJ |
| ------------------- | ------------------------- | ------------------- |
| Num                 | Coureuse                  | Pos                 |
| 61                  | Georgia Baker (AUS)       | 47e                 |
| 62                  | Teniel Campbell (TTO)     | 85e                 |
| 63                  | Jeanne Korevaar (NED)     | 26e                 |
| 64                  | Letizia Paternoster (ITA) | 4e                  |
| 65                  | Georgie Howe (AUS)        | 96e                 |
| 66                  | Anna Trevisi (ITA)        | 71e                 |

| SD Worx-Protime SDW | SD Worx-Protime SDW             | SD Worx-Protime SDW |
| ------------------- | ------------------------------- | ------------------- |
| Num                 | Coureuse                        | Pos                 |
| 71                  | Lotte Kopecky (BEL) (route)     | 3e                  |
| 72                  | Femke Gerritse (NED)            | 69e                 |
| 73                  | Barbara Guarischi (ITA)         | 62e                 |
| 74                  | Christine Majerus (LUX) (route) | 52e                 |
| 75                  | Femke Markus (NED)              | 66e                 |
| 76                  | Lorena Wiebes (NED)             | 1re                 |

| UAE Team ADQ UAD | UAE Team ADQ UAD                  | UAE Team ADQ UAD |
| ---------------- | --------------------------------- | ---------------- |
| Num              | Coureuse                          | Pos              |
| 81               | Eugenia Bujak (SLO)               | 29e              |
| 82               | Anastasia Carbonari (LAT) (route) | AB-2             |
| 83               | Chiara Consonni (ITA)             | 53e              |
| 84               | Eleonora Gasparrini (ITA)         | 8e               |
| 85               | Mikayla Harvey (NZL)              | 64e              |

| Uno-X Mobility UXM | Uno-X Mobility UXM              | Uno-X Mobility UXM |
| ------------------ | ------------------------------- | ------------------ |
| Num                | Coureuse                        | Pos                |
| 91                 | Marte Berg Edseth (NOR)         | 22e                |
| 92                 | Anniina Ahtosalo (FIN) (route)  | 49e                |
| 93                 | Elinor Barker (GBR)             | 70e                |
| 94                 | Maria Giulia Confalonieri (ITA) | 10e                |
| 95                 | Amalie Dideriksen (DEN)         | 45e                |
| 96                 | Rebecca Koerner (DEN) (route)   | 73e                |

| Team Visma \| Lease a Bike TVL | Team Visma \| Lease a Bike TVL | Team Visma \| Lease a Bike TVL |
| ------------------------------ | ------------------------------ | ------------------------------ |
| Num                            | Coureuse                       | Pos                            |
| 101                            | Carlijn Achtereekte (NED)      | AB-2                           |
| 103                            | Lieke Nooijen (NED)            | 68e                            |
| 104                            | Linda Riedmann (GER)           | 17e                            |
| 105                            | Margaux Vigié (FRA)            | 42e                            |
| 106                            | Nienke Veenhoven (NED)         | 75e                            |

| Ara-Skip Capital ARA | Ara-Skip Capital ARA  | Ara-Skip Capital ARA |
| -------------------- | --------------------- | -------------------- |
| Num                  | Coureuse              | Pos                  |
| 111                  | Alli Anderson (AUS)   | 89e                  |
| 112                  | Lucie Fityus (AUS)    | 51e                  |
| 113                  | Sophie Marr (AUS)     | 63e                  |
| 114                  | Keira Will (AUS)      | 98e                  |
| 115                  | Rachael Wales (AUS)   | 80e                  |
| 116                  | Lucinda Stewart (AUS) | 20e                  |

| Bepink-Bongioanni BPK | Bepink-Bongioanni BPK       | Bepink-Bongioanni BPK |
| --------------------- | --------------------------- | --------------------- |
| Num                   | Coureuse                    | Pos                   |
| 121                   | Vittoria Grassi (ITA)       | 99e                   |
| 122                   | Andrea Casagranda (ITA)     | 24e                   |
| 123                   | Karolina Karasiewicz (POL)  | AB-2                  |
| 124                   | Angela Oro (ITA)            | 67e                   |
| 125                   | Carmela Cipriani (ITA)      | 90e                   |
| 126                   | Monica Trinca Colonel (ITA) | 21e                   |

| Team Coop-Repsol HPU | Team Coop-Repsol HPU          | Team Coop-Repsol HPU |
| -------------------- | ----------------------------- | -------------------- |
| Num                  | Coureuse                      | Pos                  |
| 131                  | Camilla Rånes Bye (NOR)       | 50e                  |
| 132                  | Monica Greenwood (GBR)        | 76e                  |
| 133                  | Tiril Jørgensen (NOR)         | 34e                  |
| 134                  | Sigrid Ytterhus Haugset (NOR) | 41e                  |
| 135                  | April Tacey (GBR)             | 91e                  |
| 136                  | Mari Hole Mohr (NOR)          | 93e                  |

| DAS-Hutchinson-Brother UK DAS | DAS-Hutchinson-Brother UK DAS  | DAS-Hutchinson-Brother UK DAS |
| ----------------------------- | ------------------------------ | ----------------------------- |
| Num                           | Coureuse                       | Pos                           |
| 141                           | Sophie Lewis (GBR)             | AB                            |
| 142                           | Charlotte Hodgkins-Byrne (GBR) | AB-3                          |
| 143                           | Tiffany Keep (RSA)             | 88e                           |
| 144                           | Caoimhe O'Brien (IRL)          | 39e                           |
| 145                           | Alice Sharpe (IRL)             | 23e                           |
| 146                           | Nora Tveit (NOR)               | 92e                           |

| Doltcini O'Shea AWO | Doltcini O'Shea AWO   | Doltcini O'Shea AWO |
| ------------------- | --------------------- | ------------------- |
| Num                 | Coureuse              | Pos                 |
| 151                 | Isabel Darvill (GBR)  | 95e                 |
| 152                 | Jessica Finney (GBR)  | 33e                 |
| 153                 | S'annara Grove (RSA)  | 77e                 |
| 154                 | Connie Hayes (GBR)    | AB-3                |
| 155                 | Camille Devigne (FRA) | 97e                 |
| 156                 | Cindy Pomares (FRA)   | 102e                |

| Lifeplus Wahoo LPW | Lifeplus Wahoo LPW     | Lifeplus Wahoo LPW |
| ------------------ | ---------------------- | ------------------ |
| Num                | Coureuse               | Pos                |
| 161                | Kristýna Burlová (CZE) | 19e                |
| 162                | Alicia González (ESP)  | 14e                |
| 163                | Ella Jamieson (GBR)    | 101e               |
| 164                | Maddie Leech (GBR)     | 65e                |
| 165                | Kate Richardson (GBR)  | AB-2               |
| 166                | Kaja Rysz (POL)        | 54e                |

| St Michel-Mavic-Auber 93 AUB | St Michel-Mavic-Auber 93 AUB | St Michel-Mavic-Auber 93 AUB |
| ---------------------------- | ---------------------------- | ---------------------------- |
| Num                          | Coureuse                     | Pos                          |
| 171                          | Alison Avoine (FRA)          | 28e                          |
| 172                          | Marion Borras (FRA)          | 60e                          |
| 173                          | Roxane Fournier (FRA)        | 9e                           |
| 174                          | Célia Le Mouël (FRA)         | 32e                          |
| 175                          | Dilyxine Miermont (FRA)      | 30e                          |
| 176                          | Elyne Roussel (FRA)          | 55e                          |

| Torelli-AppMazed-GSG TOR | Torelli-AppMazed-GSG TOR | Torelli-AppMazed-GSG TOR |
| ------------------------ | ------------------------ | ------------------------ |
| Num                      | Coureuse                 | Pos                      |
| 181                      | Kim Baptista (GBR)       | 84e                      |
| 182                      | Bronwyn Macgregor (NZL)  | 94e                      |
| 183                      | Ida Mechlenborg Krum     | AB-2                     |
| 184                      | Lucy Nelson (GBR)        | AB-3                     |
| 185                      | Isabella Escalera (ESP)  | 100e                     |
| 186                      | Francesca Selva (ITA)    | AB-2                     |

| VolkerWessels VWT | VolkerWessels VWT           | VolkerWessels VWT |
| ----------------- | --------------------------- | ----------------- |
| Num               | Coureuse                    | Pos               |
| 191               | Julia van Bokhoven (NED)    | 83e               |
| 192               | Scarlett Souren (NED)       | 56e               |
| 193               | Lisa Van Helvoirt (NED)     | AB-3              |
| 194               | Anne Knijnenburg (NED)      | 79e               |
| 195               | Margot Vanpachtenbeke (BEL) | 13e               |
| 196               | Sofie van Rooijen (NED)     | 74e               |